# 阿東河
阿东河，中游也称藏水曲，位于中华人民共和国云南省迪庆藏族自治州德钦县中北部的一条河流，是澜沧江左岸支流。发源于县城升平镇以北的嘎龙垭口北麓，源流称已孔松董，自源头向北转东后改向南流，过阿东河后逐渐折向西流，最后于佛山乡溜洞（筒）江村东南汇入澜沧江。河长42.7千米，流域面积473.2平方千米，落差3060米。流域上游雪峰林立，河道深切为V形河床；下游河道平缓易淤积，易发生洪水、滑坡和泥石流灾害。